# 牡鹿郡
- 令制国一覧 > 東山道 > 陸前国 > 牡鹿郡
- 日本 > 東北地方 > 宮城県 > 牡鹿郡

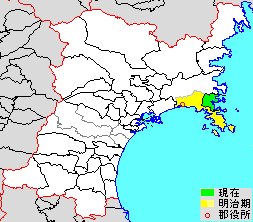
宮城県牡鹿郡の範囲（緑：女川町）

牡鹿郡（おしかぐん）は、陸奥国（宮城県）の郡、黒川以北十郡のひとつであり、奈良時代蝦夷征討に伴い関東地方などの多くの民が移住した。
人口5,940人、面積65.35km²、人口密度90.9人/km²。（2025年6月1日、推計人口）
以下の1町を含む。
- 女川町（おながわちょう）

## 古代
律令制のもとで8世紀前半に陸奥国所属の郡として建郡され、その一部は後に桃生郡に分離する。郡衙所在地は東松島市赤井の赤井官衙遺跡と考えられており、郡家（郡役人）は関東地方の丸子氏に出自をもつ道嶋氏とされる。道嶋氏および移住民の墓所と見られる矢本横穴と共に赤井官衙遺跡群（国の史跡）を構成する。
- 陸奥経営に大功があった道嶋嶋足が、天平神護2年（766年）正四位上に叙位された[注 1]。
- 神護景雲3年（769年）春日部奥麻呂らに武射臣が賜姓されており、伊甚屯倉を中心とする上総国東部から春日部氏や道嶋氏が移住したことを裏付けるものと考えられている[1]。

### 郷
『和名類聚抄』に記される郡内の郷。
- 賀美 - 現在の石巻市真野・沼津、女川町指浦・御前浜・竹浦・宮ヶ崎・女川・浦宿・出島などにわたる地とする
- 碧河 - 『大日本地名辞書』では石巻付近かとする
- 余戸 - 現在の女川町横浦・針浜、石巻市佐須・沼津・小竹・桃浦・月浦などとされる

### 式内社
『延喜式』神名帳に記される郡内の式内社。
| 神名帳                      | 神名帳                  | 神名帳 | 神名帳                   | 比定社                   | 比定社                 | 比定社 | 集成 |
| 社名                        | 読み                    | 格     | 付記                     | 社名                     | 所在地                 | 備考   | 集成 |
| --------------------------- | ----------------------- | ------ | ------------------------ | ------------------------ | ---------------------- | ------ | ---- |
| 牡鹿郡 10座（大2座・小8座） |                         |        |                          |                          |                        |        |      |
| 零羊埼神社                  | ヒツシサキノ            | 名神大 |                          | 零羊崎神社               | 宮城県石巻市湊         |        |      |
| 零羊埼神社                  | ヒツシサキノ            | 名神大 | （論）零羊崎神社         | 宮城県石巻市真野         |                        |        |      |
| 香取伊豆乃御子神社          | カトリイツノ-           | 小     |                          |                          |                        |        |      |
| 伊去波夜和気命神社          | イサリハヤワケノ- イコ- | 小     |                          | （論）伊去波夜和氣命神社 | 宮城県石巻市渡波       |        |      |
| 伊去波夜和気命神社          | イサリハヤワケノ- イコ- | 小     | （論）伊去波夜和氣命神社 | 宮城県石巻市水沼         |                        |        |      |
| 曽波神社                    | ソハノ                  | 小     |                          |                          |                        |        |      |
| 拝幣志神社                  | ヲカミヘシノ ヲロヘシノ | 名神大 |                          | 拝幣志神社               | 宮城県石巻市八幡町     |        |      |
| 鳥屋神社                    | トリヤ                  | 小     |                          | 鳥屋神社                 | 宮城県石巻市羽黒町     |        |      |
| 大島神社                    | オホシマ                | 小     |                          |                          |                        |        |      |
| 鹿島御児神社                | カシマノミコノ          | 小     |                          | 鹿島御児神社             | 宮城県石巻市日和が丘   |        |      |
| 久集比奈神社                | クスヒナノ              | 小     |                          | 久集比奈神社             | 宮城県石巻市高木上品山 |        |      |
| 計仙麻神社                  | ケセマノ                | 小     |                          |                          |                        |        |      |

## 中世
- 鎌倉時代になると、地頭である葛西氏の支配下になる[3]。
- 永正8年（1511年） - 桃生郡を治めていた山内首藤氏と葛西氏の間に戦いが起きる[3]。
- 太閤仕置により葛西領を没収、天正19年（1951年）伊達氏所領となる。

## 近世
- 近世牡鹿郡は、伊達氏奥州二十一郡のうちで全郡一円仙台藩領を形成する。

## 明治維新後
近代以降の沿革
- 幕末時点では陸奥国に所属し、全域が仙台藩領であった。「旧高旧領取調帳」に記載されている村は以下の通り。（13村36浜7浦2崎2島）

| 区分 | 区分     | 村数          | 村名 |
| ---- | -------- | ------------- | --- |
| 陸方 | 陸方     | 13村          | 石巻村、大瓜村、門脇村、沢田村、高木村、流留村、根岸村、沼津村、蛇田村、真野村、水沼村、湊村、南境村                                             |
| 浜方 | 女川組   | 13浜3浦2崎2島 | 女川浜、飯子浜、石浜、浦宿浜、大石原浜、御前浜、小乗浜、指ヶ浜、高白浜、塚浜、野々浜、針浜、鷲神浜、尾浦、竹浦、横浦、桐ヶ崎、宮ヶ崎、出島、江島 |
| 浜方 | 狐崎組   | 13浜3浦       | 狐崎浜、祝田浜、荻浜、折浜、小網倉浜、小竹浜、小積浜、佐須浜、侍浜、清水田浜、竹浜、田代浜、牧浜、月浦、福貴浦、桃浦                             |
| 浜方 | 十八成組 | 10浜1浦       | 十八成浜、鮎川浜、網地浜、大原浜、給分浜、泊浜、新山浜、長渡浜、谷川浜、寄磯浜、鮫浦                                                             |

- 明治元年
  - 9月24日（1868年11月8日） - 仙台藩主伊達慶邦が薩長軍に降伏。全領土62万石を没収される。
  - 12月7日（1869年1月19日）
    - 陸奥国が分割され、本郡は陸前国の所属となる。
    - 牡鹿郡は高崎藩の取締地となる。
- 明治2年
  - 7月20日（1869年8月27日） - 高崎藩取締地に桃生県を設置。
  - 8月13日（1869年9月18日） - 桃生県が石巻県に改称。
- 明治3年9月28日（1870年10月22日） - 石巻県が登米県に編入。
- 明治4年11月2日（1871年12月13日） - 第1次府県統合により仙台県（第2次）の管轄となる。
- 明治5年
  - 1月8日（1872年2月16日） - 仙台県（第2次）が宮城県に改称。
  - 4月9日（1872年6月10日） - 大区小区制の施行により、宮城県第13大区となる。

| 宮城県第13大区（全23小区。牡鹿郡のみ） | 宮城県第13大区（全23小区。牡鹿郡のみ）                       |
| 小区                                   | 所属村                                                       |
| -------------------------------------- | ------------------------------------------------------------ |
| 小1区                                  | 石巻村                                                       |
| 小2区                                  | 門脇村                                                       |
| 小3区                                  | 蛇田村                                                       |
| 小4区                                  | 湊村                                                         |
| 小5区                                  | 南境村                                                       |
| 小6区                                  | 大瓜村                                                       |
| 小7区                                  | 高木村・水沼村                                               |
| 小8区                                  | 真野村                                                       |
| 小9区                                  | 沢田村・流留村・沼津村                                       |
| 小10区                                 | 根岸村                                                       |
| 小11区                                 | 祝田浜・佐須浜・折浜・小竹浜                                 |
| 小12区                                 | 荻浜・侍浜・月浦・桃浦                                       |
| 小13区                                 | 狐崎浜・小積浜・竹浜・牧浜・小網倉浜・清水田浜・福貴浦       |
| 小14区                                 | 田代浜                                                       |
| 小15区                                 | 大原浜・給分浜                                               |
| 小16区                                 | 網地浜・長渡浜                                               |
| 小17区                                 | 鮎川浜・十八成浜・新山浜・泊浜                               |
| 小18区                                 | 寄磯浜・谷川浜・鮫浦                                         |
| 小19区                                 | 飯子浜・大石原浜・小乗浜・高白浜・塚浜・野々浜・鷲神浜・横浦 |
| 小20区                                 | 女川浜・浦宿浜・針浜                                         |
| 小21区                                 | 石浜・御前浜・指ヶ浜・尾浦・竹浦・桐ヶ崎・宮ヶ崎             |
| 小22区                                 | 出島                                                         |
| 小23区                                 | 江島                                                         |

- 明治7年（1874年）4月 - 区の再編により、桃生郡のうち南方と共に宮城県第5大区となる。

| 宮城県第7大区（全14小区。牡鹿郡1～6・桃生郡の一部〔南方〕） | 宮城県第7大区（全14小区。牡鹿郡1～6・桃生郡の一部〔南方〕）                                                                                      |
| 小区                                                        | 所属村 |
| ----------------------------------------------------------- | --- |
| 小1区                                                       | 石巻村・門脇村・蛇田村 |
| 小2区                                                       | 湊村・根岸村・沢田村・流留村 |
| 小3区                                                       | 大瓜村・高木村・沼津村・真野村・水沼村・南境村                                                                                                   |
| 小4区                                                       | 祝田浜・佐須浜・荻浜・折浜・狐崎浜・小竹浜・小積浜・侍浜・竹浜・田代浜・牧浜・小網倉浜・清水田浜・月浦・富貴浦・桃浦                             |
| 小5区                                                       | 鮎川浜・網地浜・十八成浜・長渡浜・大原浜・給分浜・泊浜・新山浜・谷川浜・寄磯浜・鮫浦                                                             |
| 小6区                                                       | 女川浜・飯子浜・石浜・浦宿浜・大石原浜・御前浜・小乗浜・指ヶ浜・高白浜・塚浜・野々浜・針浜・鷲神浜・尾浦・竹浦・横浦・桐ヶ崎・宮ヶ崎・出島・江島 |

- 明治9年（1876年）11月 - 区の再編により、桃生郡・本吉郡と共に宮城県第5大区となる。

| 宮城県第5大区（全9小区。桃生郡・牡鹿郡3～4・本吉郡） | 宮城県第5大区（全9小区。桃生郡・牡鹿郡3～4・本吉郡） |
| 小区                                                 | 所属村 |
| ---------------------------------------------------- | --- |
| 小3区                                                | 石巻村・門脇村・湊村・蛇田村・大瓜村・高木村・真野村・水沼村・南境村 |
| 小4区                                                | 根岸村・沢田村・流留村・沼津村・女川浜・飯子浜・石浜・浦宿浜・大石原浜・御前浜・小乗浜・指ヶ浜・高白浜・塚浜・野々浜・針浜・鷲神浜・狐崎浜・祝田浜・荻浜・折浜・小網倉浜・小竹浜・小積浜・佐須浜・侍浜・清水田浜・竹浜・田代浜・牧浜・十八成浜・鮎川浜・網地浜・大原浜・給分浜・泊浜・新山浜・長渡浜・谷川浜・寄磯浜・尾浦・竹浦・横浦・月浦・福貴浦・桃浦・鮫浦・桐ヶ崎・宮ヶ崎・出島・江島 |

- 明治11年（1878年）10月21日 - 郡区町村編制法の宮城県での施行により、行政区画としての牡鹿郡が発足。郡役所が石巻村に設置。
  - 行政区画として発足した当時の郡域は、女川町に石巻市の一部（蛇田、南境、大瓜、高木、水沼、真野以南）を加えた区域にあたる。
  - 同日大区小区制を廃止。
- 明治20年（1887年）9月28日 - 火災により郡役所が焼失。そのため翌年に門脇村へ役所を移転。

### 町村制施行以降の沿革

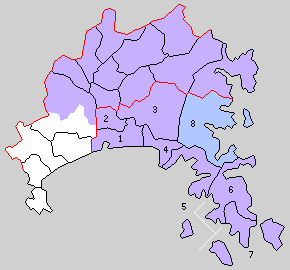
1.石巻町 2.蛇田村 3.稲井村 4.渡波町 5.荻浜村 6.大原村 7.鮎川村 8.女川村（紫：石巻市 青：合併なし）

- 明治22年（1889年）4月1日 - 町村制の施行により、以下の町村が発足[注 2]。特記以外は全域が現・石巻市。（2町6村）

  - 石巻町 ← 石巻村、門脇村、湊村〔井内・磯田を除く部分〕
  - 蛇田村（単独村制）
  - 稲井村 ← 南境村、大瓜村、高木村、水沼村、真野村、沼津村、流留村、沢田村、湊村〔井内・磯田〕
  - 渡波町 ← 佐須浜、根岸村、祝田浜
  - 荻浜村 ← 小竹浜、折浜、桃浦、月浦、侍浜、荻浜、小積浜、竹浜、牧浜、狐崎浜、福貴浦、田代浜
  - 大原村 ← 小網倉浜、清水田浜、大原浜、給分浜、新山浜、泊浜、谷川浜、鮫浦、寄磯浜
  - 鮎川村 ← 網地浜、長渡浜、鮎川浜、十八成浜
  - 女川村 ← 浦宿浜、針浜、女川浜、鷲神浜、小乗浜、高白浜、横浦、大石原浜、野々浜、飯子浜、塚浜、江島、出島、竹浦、尾浦、桐ヶ崎、石浜、宮ヶ崎、御前浜、指ヶ浜（現・女川町）
- 明治27年（1894年）4月1日 - 郡制を施行。
- 大正12年（1923年）4月1日（3町5村）
  - 女川村が町制施行し、女川町となる。
  - 郡会を廃止。郡役所は存続。
- 大正15年（1926年）7月1日 - 郡役所が廃止。以降は地域区分名称となる。
- 昭和8年（1933年）4月1日 - 石巻町が蛇田村の一部を編入のうえ市制施行して石巻市となり、郡より離脱。（2町5村）
- 昭和15年（1940年）12月1日 - 鮎川村が町制施行して鮎川町となる。（3町4村）
- 昭和24年（1949年）4月1日 - 蛇田村の一部[注 3]が石巻市に編入。
- 昭和30年（1955年）
  - 1月1日 - 蛇田村が石巻市に編入。（3町3村）
  - 3月26日 - 鮎川町・大原村が合併して牡鹿町が発足。（3町2村）
  - 4月10日 - 荻浜村が石巻市に編入。（3町1村）
- 昭和34年（1959年）
  - 4月1日 - 稲井村が町制施行して稲井町となる。（4町）
  - 5月15日 - 渡波町が石巻市と稲井町に分割編入[注 4]。（3町）
- 昭和42年（1967年）3月23日 - 稲井町が石巻市に編入。（2町）
- 平成17年（2005年）4月1日 - 牡鹿町が石巻市・桃生郡桃生町・河南町・河北町・北上町・雄勝町と合併し、改めて石巻市が発足、郡より離脱。（1町）

### 変遷表
| 明治22年以前 | 明治22年以前   | 明治22年 4月1日 町村制施行 | 明治22年 - 昭和19年                        | 昭和20年 - 昭和29年         | 昭和30年 - 昭和39年          | 昭和40年 - 昭和64年          | 平成元年 - 現在       | 現在   |
| ------------ | -------------- | -------------------------- | ------------------------------------------ | --------------------------- | ---------------------------- | ---------------------------- | --------------------- | ------ |
| 蛇田村       | 蛇田村         | 蛇田村                     | 蛇田村                                     | 蛇田村                      | 昭和30年1月1日 石巻市に編入  | 石巻市                       | 平成17年4月1日 石巻市 | 石巻市 |
| 蛇田村       | 蛇田村         | 蛇田村                     | 蛇田村                                     | 昭和24年4月1日 石巻市に編入 | 石巻市                       | 石巻市                       | 平成17年4月1日 石巻市 | 石巻市 |
| 蛇田村       | 蛇田村         | 蛇田村                     | 昭和8年4月1日 石巻町に編入 即日市制 石巻市 | 石巻市                      | 石巻市                       | 石巻市                       | 平成17年4月1日 石巻市 | 石巻市 |
| 石巻村       | 石巻村         | 石巻町                     | 昭和8年4月1日 市制 石巻市                  | 石巻市                      | 石巻市                       | 石巻市                       | 平成17年4月1日 石巻市 | 石巻市 |
| 門脇村       |                | 石巻町                     | 昭和8年4月1日 市制 石巻市                  | 石巻市                      | 石巻市                       | 石巻市                       | 平成17年4月1日 石巻市 | 石巻市 |
| 湊村         | （その他）     | 石巻町                     | 昭和8年4月1日 市制 石巻市                  | 石巻市                      | 石巻市                       | 石巻市                       | 平成17年4月1日 石巻市 | 石巻市 |
| 湊村         | （井内・磯田） | 稲井村                     | 稲井村                                     | 稲井村                      | 昭和34年4月1日 町制 稲井町   | 昭和42年3月23日 石巻市に編入 | 平成17年4月1日 石巻市 | 石巻市 |
| 大瓜村       |                | 稲井村                     | 稲井村                                     | 稲井村                      | 昭和34年4月1日 町制 稲井町   | 昭和42年3月23日 石巻市に編入 | 平成17年4月1日 石巻市 | 石巻市 |
| 沢田村       |                | 稲井村                     | 稲井村                                     | 稲井村                      | 昭和34年4月1日 町制 稲井町   | 昭和42年3月23日 石巻市に編入 | 平成17年4月1日 石巻市 | 石巻市 |
| 高木村       |                | 稲井村                     | 稲井村                                     | 稲井村                      | 昭和34年4月1日 町制 稲井町   | 昭和42年3月23日 石巻市に編入 | 平成17年4月1日 石巻市 | 石巻市 |
| 流留村       |                | 稲井村                     | 稲井村                                     | 稲井村                      | 昭和34年4月1日 町制 稲井町   | 昭和42年3月23日 石巻市に編入 | 平成17年4月1日 石巻市 | 石巻市 |
| 沼津村       |                | 稲井村                     | 稲井村                                     | 稲井村                      | 昭和34年4月1日 町制 稲井町   | 昭和42年3月23日 石巻市に編入 | 平成17年4月1日 石巻市 | 石巻市 |
| 真野村       |                | 稲井村                     | 稲井村                                     | 稲井村                      | 昭和34年4月1日 町制 稲井町   | 昭和42年3月23日 石巻市に編入 | 平成17年4月1日 石巻市 | 石巻市 |
| 水沼村       |                | 稲井村                     | 稲井村                                     | 稲井村                      | 昭和34年4月1日 町制 稲井町   | 昭和42年3月23日 石巻市に編入 | 平成17年4月1日 石巻市 | 石巻市 |
| 南境村       |                | 稲井村                     | 稲井村                                     | 稲井村                      | 昭和34年4月1日 町制 稲井町   | 昭和42年3月23日 石巻市に編入 | 平成17年4月1日 石巻市 | 石巻市 |
| 根岸村       | （一部）       | 渡波町                     | 渡波町                                     | 渡波町                      | 昭和34年5月15日 稲井町に編入 | 昭和42年3月23日 石巻市に編入 | 平成17年4月1日 石巻市 | 石巻市 |
| 根岸村       | （一部）       | 渡波町                     | 渡波町                                     | 渡波町                      | 昭和34年5月15日 石巻市に編入 | 石巻市                       | 平成17年4月1日 石巻市 | 石巻市 |
| 祝田浜       |                | 渡波町                     | 渡波町                                     | 渡波町                      | 昭和34年5月15日 石巻市に編入 | 石巻市                       | 平成17年4月1日 石巻市 | 石巻市 |
| 佐須浜       |                | 渡波町                     | 渡波町                                     | 渡波町                      | 昭和34年5月15日 石巻市に編入 | 石巻市                       | 平成17年4月1日 石巻市 | 石巻市 |
| 荻浜         | 荻浜           | 荻浜村                     | 荻浜村                                     | 荻浜村                      | 昭和30年4月10日 石巻市に編入 | 石巻市                       | 平成17年4月1日 石巻市 | 石巻市 |
| 折浜         |                | 荻浜村                     | 荻浜村                                     | 荻浜村                      | 昭和30年4月10日 石巻市に編入 | 石巻市                       | 平成17年4月1日 石巻市 | 石巻市 |
| 狐崎浜       |                | 荻浜村                     | 荻浜村                                     | 荻浜村                      | 昭和30年4月10日 石巻市に編入 | 石巻市                       | 平成17年4月1日 石巻市 | 石巻市 |
| 小竹浜       |                | 荻浜村                     | 荻浜村                                     | 荻浜村                      | 昭和30年4月10日 石巻市に編入 | 石巻市                       | 平成17年4月1日 石巻市 | 石巻市 |
| 小積浜       |                | 荻浜村                     | 荻浜村                                     | 荻浜村                      | 昭和30年4月10日 石巻市に編入 | 石巻市                       | 平成17年4月1日 石巻市 | 石巻市 |
| 侍浜         |                | 荻浜村                     | 荻浜村                                     | 荻浜村                      | 昭和30年4月10日 石巻市に編入 | 石巻市                       | 平成17年4月1日 石巻市 | 石巻市 |
| 竹浜         |                | 荻浜村                     | 荻浜村                                     | 荻浜村                      | 昭和30年4月10日 石巻市に編入 | 石巻市                       | 平成17年4月1日 石巻市 | 石巻市 |
| 田代浜       |                | 荻浜村                     | 荻浜村                                     | 荻浜村                      | 昭和30年4月10日 石巻市に編入 | 石巻市                       | 平成17年4月1日 石巻市 | 石巻市 |
| 牧浜         |                | 荻浜村                     | 荻浜村                                     | 荻浜村                      | 昭和30年4月10日 石巻市に編入 | 石巻市                       | 平成17年4月1日 石巻市 | 石巻市 |
| 月浦         |                | 荻浜村                     | 荻浜村                                     | 荻浜村                      | 昭和30年4月10日 石巻市に編入 | 石巻市                       | 平成17年4月1日 石巻市 | 石巻市 |
| 富貴浦       |                | 荻浜村                     | 荻浜村                                     | 荻浜村                      | 昭和30年4月10日 石巻市に編入 | 石巻市                       | 平成17年4月1日 石巻市 | 石巻市 |
| 桃浦         |                | 荻浜村                     | 荻浜村                                     | 荻浜村                      | 昭和30年4月10日 石巻市に編入 | 石巻市                       | 平成17年4月1日 石巻市 | 石巻市 |
| 鮎川浜       | 鮎川浜         | 鮎川村                     | 昭和15年12月1日 町制 鮎川町                | 鮎川町                      | 昭和30年3月26日 牡鹿町       | 牡鹿町                       | 平成17年4月1日 石巻市 | 石巻市 |
| 網地浜       |                | 鮎川村                     | 昭和15年12月1日 町制 鮎川町                | 鮎川町                      | 昭和30年3月26日 牡鹿町       | 牡鹿町                       | 平成17年4月1日 石巻市 | 石巻市 |
| 十八成浜     |                | 鮎川村                     | 昭和15年12月1日 町制 鮎川町                | 鮎川町                      | 昭和30年3月26日 牡鹿町       | 牡鹿町                       | 平成17年4月1日 石巻市 | 石巻市 |
| 長渡浜       |                | 鮎川村                     | 昭和15年12月1日 町制 鮎川町                | 鮎川町                      | 昭和30年3月26日 牡鹿町       | 牡鹿町                       | 平成17年4月1日 石巻市 | 石巻市 |
| 大原浜       | 大原浜         | 大原村                     | 大原村                                     | 大原村                      | 昭和30年3月26日 牡鹿町       | 牡鹿町                       | 平成17年4月1日 石巻市 | 石巻市 |
| 給分浜       |                | 大原村                     | 大原村                                     | 大原村                      | 昭和30年3月26日 牡鹿町       | 牡鹿町                       | 平成17年4月1日 石巻市 | 石巻市 |
| 小網倉浜     |                | 大原村                     | 大原村                                     | 大原村                      | 昭和30年3月26日 牡鹿町       | 牡鹿町                       | 平成17年4月1日 石巻市 | 石巻市 |
| 清水田浜     |                | 大原村                     | 大原村                                     | 大原村                      | 昭和30年3月26日 牡鹿町       | 牡鹿町                       | 平成17年4月1日 石巻市 | 石巻市 |
| 泊浜         |                | 大原村                     | 大原村                                     | 大原村                      | 昭和30年3月26日 牡鹿町       | 牡鹿町                       | 平成17年4月1日 石巻市 | 石巻市 |
| 新山浜       |                | 大原村                     | 大原村                                     | 大原村                      | 昭和30年3月26日 牡鹿町       | 牡鹿町                       | 平成17年4月1日 石巻市 | 石巻市 |
| 谷川浜       |                | 大原村                     | 大原村                                     | 大原村                      | 昭和30年3月26日 牡鹿町       | 牡鹿町                       | 平成17年4月1日 石巻市 | 石巻市 |
| 寄磯浜       |                | 大原村                     | 大原村                                     | 大原村                      | 昭和30年3月26日 牡鹿町       | 牡鹿町                       | 平成17年4月1日 石巻市 | 石巻市 |
| 鮫浦         |                | 大原村                     | 大原村                                     | 大原村                      | 昭和30年3月26日 牡鹿町       | 牡鹿町                       | 平成17年4月1日 石巻市 | 石巻市 |
| 女川浜       | 女川浜         | 女川村                     | 大正15年4月1日 町制 女川町                 | 女川町                      | 女川町                       | 女川町                       | 女川町                | 女川町 |
| 飯子浜       |                | 女川村                     | 大正15年4月1日 町制 女川町                 | 女川町                      | 女川町                       | 女川町                       | 女川町                | 女川町 |
| 石浜         |                | 女川村                     | 大正15年4月1日 町制 女川町                 | 女川町                      | 女川町                       | 女川町                       | 女川町                | 女川町 |
| 浦宿浜       |                | 女川村                     | 大正15年4月1日 町制 女川町                 | 女川町                      | 女川町                       | 女川町                       | 女川町                | 女川町 |
| 大石原浜     |                | 女川村                     | 大正15年4月1日 町制 女川町                 | 女川町                      | 女川町                       | 女川町                       | 女川町                | 女川町 |
| 御前浜       |                | 女川村                     | 大正15年4月1日 町制 女川町                 | 女川町                      | 女川町                       | 女川町                       | 女川町                | 女川町 |
| 小乗浜       |                | 女川村                     | 大正15年4月1日 町制 女川町                 | 女川町                      | 女川町                       | 女川町                       | 女川町                | 女川町 |
| 指ヶ浜       |                | 女川村                     | 大正15年4月1日 町制 女川町                 | 女川町                      | 女川町                       | 女川町                       | 女川町                | 女川町 |
| 高白浜       |                | 女川村                     | 大正15年4月1日 町制 女川町                 | 女川町                      | 女川町                       | 女川町                       | 女川町                | 女川町 |
| 塚浜         |                | 女川村                     | 大正15年4月1日 町制 女川町                 | 女川町                      | 女川町                       | 女川町                       | 女川町                | 女川町 |
| 野々浜       |                | 女川村                     | 大正15年4月1日 町制 女川町                 | 女川町                      | 女川町                       | 女川町                       | 女川町                | 女川町 |
| 針浜         |                | 女川村                     | 大正15年4月1日 町制 女川町                 | 女川町                      | 女川町                       | 女川町                       | 女川町                | 女川町 |
| 鷲神浜       |                | 女川村                     | 大正15年4月1日 町制 女川町                 | 女川町                      | 女川町                       | 女川町                       | 女川町                | 女川町 |
| 尾浦         |                | 女川村                     | 大正15年4月1日 町制 女川町                 | 女川町                      | 女川町                       | 女川町                       | 女川町                | 女川町 |
| 竹浦         |                | 女川村                     | 大正15年4月1日 町制 女川町                 | 女川町                      | 女川町                       | 女川町                       | 女川町                | 女川町 |
| 横浦         |                | 女川村                     | 大正15年4月1日 町制 女川町                 | 女川町                      | 女川町                       | 女川町                       | 女川町                | 女川町 |
| 桐ヶ崎       |                | 女川村                     | 大正15年4月1日 町制 女川町                 | 女川町                      | 女川町                       | 女川町                       | 女川町                | 女川町 |
| 宮ヶ崎       |                | 女川村                     | 大正15年4月1日 町制 女川町                 | 女川町                      | 女川町                       | 女川町                       | 女川町                | 女川町 |
| 出島         |                | 女川村                     | 大正15年4月1日 町制 女川町                 | 女川町                      | 女川町                       | 女川町                       | 女川町                | 女川町 |
| 江島         |                | 女川村                     | 大正15年4月1日 町制 女川町                 | 女川町                      | 女川町                       | 女川町                       | 女川町                | 女川町 |

### 行政
歴代郡長
| 代 | 氏名         | 就任年月日                 | 退任年月日                 | 備考 |
| -- | ------------ | -------------------------- | -------------------------- | ---- |
| 1  | 黒川剛       | 明治11年（1878年）11月16日 | 明治19年（1886年）9月15日  |      |
| 2  | 林通故       | 明治19年（1886年）9月16日  | 明治21年（1888年）6月5日   |      |
| 3  | 竹内寿貞     | 明治21年（1888年）6月8日   | 明治22年（1889年）11月26日 |      |
| 4  | 島崎直信     | 明治22年（1889年）11月27日 | 明治31年（1898年）12月26日 |      |
| 5  | 遊佐正人     | 明治31年（1898年）12月27日 | 明治39年（1906年）2月28日  |      |
| 6  | 本木房吉     | 明治39年（1906年）2月28日  | 明治40年（1907年）8月10日  |      |
| 7  | 清野喜左衛門 | 明治40年（1907年）8月10日  | 大正3年（1914年）12月28日  |      |
| 8  | 本田龍助     | 大正4年（1915年）12月29日  | 大正5年（1916年）5月       |      |
| 9  | 岩淵俊夫     | 大正5年（1916年）5月       | 大正8年（1919年）6月9日    |      |
| 10 | 池田繁治     | 大正8年（1919年）6月10日   | 大正9年（1920年）7月       |      |
| 11 | 土居通次     | 大正9年（1920年）7月28日   | 大正10年（1921年）6月      |      |
| 12 | 下山鉱之助   | 大正10年（1921年）6月18日  | 大正12年（1923年）2月27日  |      |
| 13 | 菊池忠良     | 大正12年（1923年）2月28日  |                            |      |